# Garrett Graff

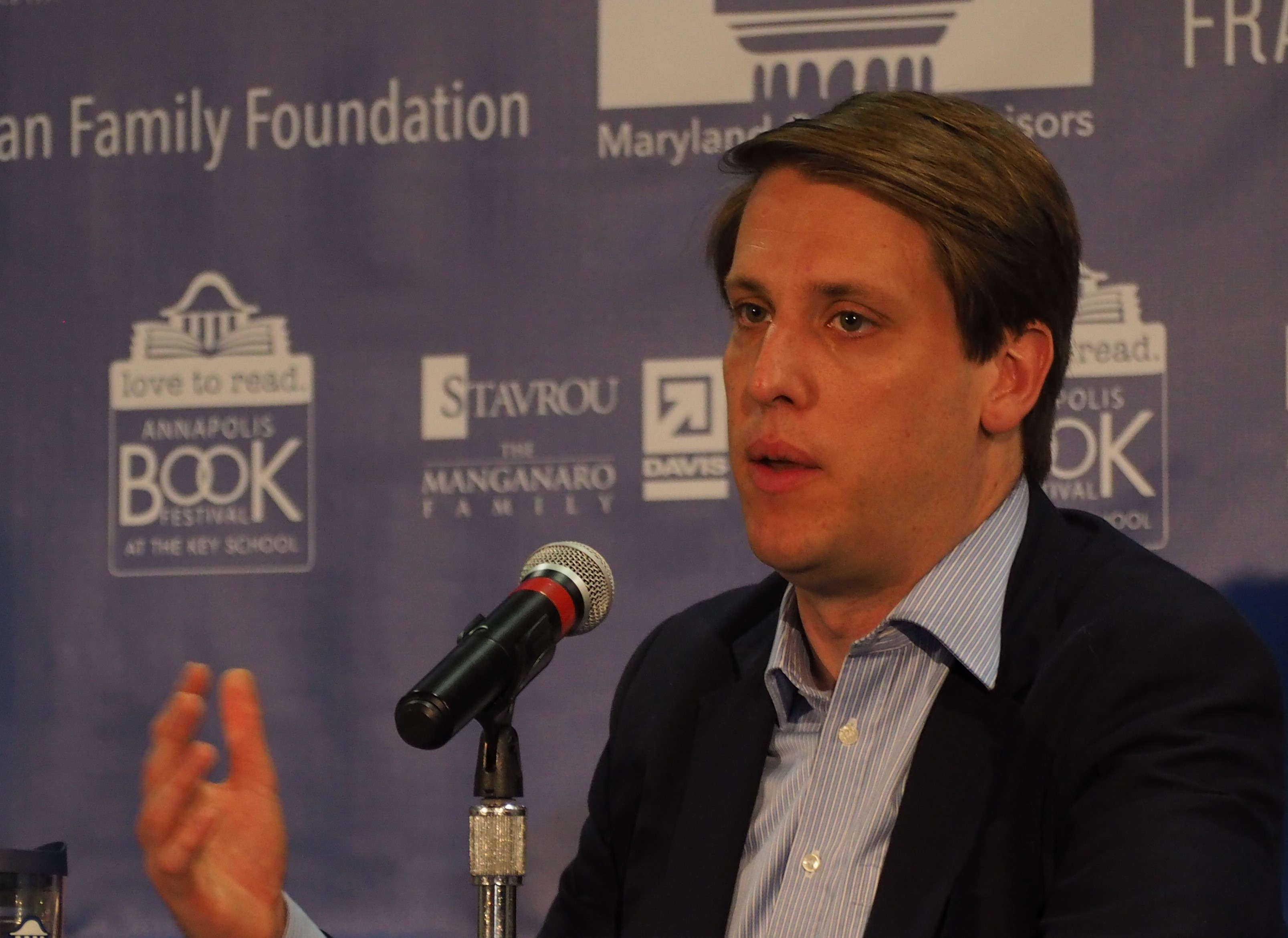

Garrett M. Graff, Montpelier (Vermont), V.S., (1981) is een Amerikaanse historicus, journalist en auteur.
Hij is voormalig redacteur van Politico Magazine en hoofdredacteur van Washingtonian Magazine in Washington D.C.. Hij is voorts lector aan Georgetown University in de studies Journalistiek en Public Relations op Mastersniveau.

## Afkomst en opleiding
Graff werd in 1981 geboren en daarna opgevoed in Montpelier (Vermont).
Als student aan Harvard University was hij redacteur van de Harvard Crimson. Hij gaf stages bij ABC News' politieke unit en Atlantic Monthly. Hij was plaatsvervangend nationaal perschef voor Howard Dean's presidentiele campagne en was behulpzaam bij het creëren en onderhouden van Dean's website.
Later aanvaardde hij de post van vicepresident van Communicatie bij Echo Ditto, Inc., een Consultatiebureau voor Technologie, gevestigd in Washington, D.C.
In 2005 was Graff de eerste blogger, die geaccrediteerd werd als journalist aan het Witte Huis.

## Biografie Speciale Aanklager Robert Mueller
Graff heeft op zich genomen de biografie van Speciale Aanklager en voormalig FBI-hoofd Robert Mueller te schrijven. Hij verschijnt regelmatig op televisie in verband met de ontwikkelingen van Muellers onderzoek naar de connectie van de Trumpcampagne en -organisatie en de Russische overheid.

## Privé
Graff trouwde in 2013 met Katherine Frances Birrow in Barnard, Vermont.
Zij is stafchef voor president Donald J. Laackman van Champlain College in Burlington (Vermont) en zij fungeert als lid van de directie van Vermont's Publieke Radio.
- CiNii: DA18806659
- Gemeinsame Normdatei: 1024433595
- International Standard Name Identifier: 0000 0000 4072 6915
- Library of Congress Control Number: n2007062232
- Nationale Bibliotheek van Tsjechië: xx0306197
- Nationale Bibliotheek van Israël: 987007434337605171
- Système universitaire de documentation: 155818562
- Virtual International Authority File: 31451451
- WorldCat: E39PBJjXj3bRrvhjd3QDdVwXBP